# NHK木曽山口テレビ中継放送所
NHK木曽山口テレビ中継放送所（エヌエイチケイきそやまぐちテレビちゅうけいほうそうしょ）は、かつて岐阜県中津川市にあったNHK岐阜放送局のアナログテレビ中継局である。2011年7月24日のアナログ放送終了とともに廃止された。

## 概要
- 当中継局は、かつて長野県木曽郡山口村に置かれ、NHK長野放送局の管轄であったが、山口村が2005年2月13日に岐阜県中津川市と越境合併されたあとの2007年6月、NHK岐阜放送局の管轄に変更された[1]。
- なお、当項では同じ旧山口村内に置かれていたNHK山口馬籠テレビ中継放送所についても併記する。

## 中継局概要
| チャンネル               | 放送局名                 | 空中線電力               | ERP                      | 放送対象 地域            | 放送区域 内世帯数        |
| 木曽山口テレビ中継放送所 | 木曽山口テレビ中継放送所 | 木曽山口テレビ中継放送所 | 木曽山口テレビ中継放送所 | 木曽山口テレビ中継放送所 | 木曽山口テレビ中継放送所 |
| ------------------------ | ------------------------ | ------------------------ | ------------------------ | ------------------------ | ------------------------ |
| 46ch                     | NHK 岐阜総合             | 映像500mW/ 音声125mW     | 映像6.7W/ 音声1.7W       | 岐阜県                   | 不明                     |
| 未割当                   | NHK 名古屋教育           | 未設置                   | 未設置                   | 未設置                   | 未設置                   |
| 山口馬籠テレビ中継放送所 |                          |                          |                          |                          |                          |
| 51ch                     | NHK 名古屋教育           | 映像1W/ 音声250mW        | 映像3.5W/ 音声890mW      | 全国                     | 不明                     |
| 53ch                     | NHK 岐阜総合             | 映像1W/ 音声250mW        | 映像3.5W/ 音声890mW      | 岐阜県                   | 不明                     |

### 所在地
- 木曽山口局：中津川市山口字第十二区
- 山口馬籠局：中津川市馬籠 「梵天山」中腹